# Arteria facciale
L'arteria facciale o arteria mascellare esterna, è il ramo collaterale più grosso della carotide esterna. Nasce superiormente all'arteria linguale sopra il grande corno dell'osso ioide.
Vascolarizza il palato molle, la tonsilla palatina, la ghiandola sottomandibolare, la cute e i muscoli del mento, le labbra e il naso esterno.
Dall'arteria facciale hanno origine diversi rami collaterali che si suddividono in cervicali e facciali.
I rami cervicali sono: l'arteria palatina ascendente, tonsillare, rami ghiandolari e arteria sottomentale. I rami facciali sono: arteria labiale inferiore e superiore. Il ramo terminale, invece, è costituito dall'arteria nasale laterale (o arteria dell'ala del naso), che ha origine a livello della radice del naso e passa sulla superficie laterale anastomizzandosi con l'arteria dorsale del naso.
L'origine dell'arteria, a livello del collo, è rivestita: da cute, dal muscolo platisma, da fasce e spesso anche dal nervo ipoglosso. L'arteria facciale, inoltre, è rivestita da tessuto adiposo della guancia e, accanto all'angolo della bocca, dai muscoli grande zigomatico e risorio, e passa superficialmente al muscolo buccinatore e al muscolo elevatore dell'angolo della bocca. Può decorrere sopra o attraverso il muscolo elevatore proprio del labbro superiore e segue un percorso complesso a lato del naso, verso l'angolo mediale dell'occhio. Essa termina in corrispondenza del muscolo elevatore del labbro superiore e dell'ala del naso.
Infine è possibile avvertire con facilità la pulsazione dell'arteria mascellare esterna in prossimità del margine inferiore della mandibola o leggermente sopra a questa e davanti al muscolo massetere.

## Decorso
L'arteria facciale nasce sopra l'origine dell'arteria linguale e termina, in prossimità dell'angolo interno dell'orbita, sulla parete laterale del naso esterno.
A partire dalla sua origine, l'arteria facciale viaggia obliquamente verso l'alto e in avanti, incontrando il ventre posteriore del muscolo digastrico ed il muscolo stiloioideo sulla loro superficie mediale, per poi andare nel triangolo sottomandibolare; in questo punto l'arteria facciale è coperta dalla ghiandola sottomandibolare. Una volta raggiunto il margine superiore della ghiandola, l'arteria decorre bruscamente in direzione laterale, essendo situata o in una doccia della ghiandola stessa o nella parte interna del suo parenchima. La convessità di questa repentina curvatura è in generalmente ricoperta dall'angolo della mandibola e raggiunge una posizione vicina all'estremità inferiore della tonsilla palatina, dalla quale risulta distaccata grazie alla presenza di fasci del muscolo costrittore della faringe. La parte orizzontale dell'arteria, sopra la ghiandola sottomandibolare, è diretta obliquamente in avanti, lateralmente e lievemente verso il basso, in direzione del margine inferiore della mandibola, che l'arteria raggiunge davanti al margine anteriore del muscolo massetere. In questo punto, l'arteria percorre una seconda brusca curvatura, ruotando a livello del margine mandibolare, sotto l'incisura antigoniale, per entrare così nella faccia. La parte facciale dell'arteria, che dà il nome al vaso stesso, è caratterizzata da un percorso alquanto tortuoso per adattarsi, nel collo, alla mobilità della faringe durante la deglutizione e, nella faccia, ai movimenti della mandibola e delle guance e alla distensione delle labbra che è molto variabile.
L'arteria, dal punto in cui attraversa il margine inferiore della mandibola, si dirige verso la giuntura della bocca e prosegue quindi lungo il margine laterale della piramide nasale fino ad arrivare all'angolo interno dell'occhio. In questa zona essa termina come arteria angolare, anastomizzandosi con rami dell'arteria oftalmica che derivano dalla carotide interna.
Nel suo decorso verso l'alto ed in avanti, in direzione della commessura buccale, l'arteria facciale si trova in profondità al muscolo depressore della commessura buccale, al risorio ed allo zigomatico maggiore e di conseguenza si va a situare tra l'elevatore del labbro superiore e l'elevatore della commessura buccale.

## Rami collaterali
Dall'arteria facciale hanno origine molti rami collaterali, che si suddividono in rami cervicali e facciali. I rami cervicali comprendono: l'arteria palatina ascendente, l'arteria tonsillare, rami ghiandolari e l'arteria sottomentale. Tra i rami facciali si ritrovano l'arteria labiale inferiore e superiore.
L'arteria nasale laterale (o arteria dell'ala del naso) rappresenta il ramo terminale, che nasce a livello della radice del naso distribuendosi sulla superficie laterale del naso esterno, dove va ad anastomizzarsi con l'arteria dorsale del naso.

### Rami cervicali
- Arteria palatina ascendente: Nasce in prossimità dell'origine dell'arteria facciale. Decorre in alto tra i muscoli stiloglosso e lo stilofaringeo per raggiungere il versante laterale della faringe, attraverso il quale risale tra il muscolo costrittore superiore della faringe e il muscolo pterigoideo mediale, in direzione della base cranica. Si biforca accanto al muscolo elevatore del velo palatino. Un ramo segue questo muscolo, inserendosi sopra il margine superiore del muscolo costrittore superiore della faringe per irrorare il palato molle e per anastomizzarsi con l'omologa controlaterale e con il ramo palatino maggiore dell'arteria mascellare interna. L'altro ramo della biforcazione trapassa il muscolo costrittore superiore della faringe per irrorare la tonsilla e la tuba faringotimpanica e per anastomizzarsi con le arterie tonsillare e faringea ascendente.

- Arteria tonsillare: Garantisce l'apporto ematico principale alla tonsilla palatina. Risale tra i muscoli pterigoideo interno e stiloglosso, perfora, a livello del margine superiore dello stiloglosso, il muscolo costrittore superiore della faringe e penetra nell'estremità inferiore della tonsilla. Tale arteria si ramifica nella tonsilla e nella muscolatura della parte posteriore della lingua. L'arteria tonsillare può a volte originare dall'arteria palatina ascendente.

- Arteria sottomentale: È il più ampio ramo collaterale cervicale dell'arteria facciale. L'arteria sottomentale si separa dalla porzione orizzontale dell'arteria facciale, prima che questa si direzioni verso l'alto per passare nella facciale. Il ramo principale dell'arteria sottomentale converge con il nervo milo-ioideo e, seguendo quest'ultimo, raggiunge la superficie infero-laterale del muscolo milo-ioideo. L'arteria sottomentale irrora i linfonodi del triangolo sottomandibolare, il ventre anteriore del muscolo digastrico ed il muscolo milo-ioideo. I rami che attraversano il muscolo milo-ioideo si anastomizzano con i rami dell'arteria sottolinguale. L'arteria sottolinguale può essere sostituita da un ramo dell'arteria sottomentale ma, a volte, può succedere anche il contrario, in quanto, se manca l'arteria, la fornitura di sangue per le formazioni situate nella parte anteriore del triangolo sottomandibolare è garantita da un ramo perforante l'arteria sottolinguale. Nella regione del mento, un ramo terminale dell'arteria sottomentale si direziona verso l'alto nella faccia, dove si anastomizza con i rami dell'arteria labiale inferiore. In seguito, risale al di sopra della mandibola, a livello del mento, e si biforca in due branche: superficiale e profonda, che si anastomizzano con le arterie labiale inferiore e mentale per irrorare il labbro inferiore e il mento.[6]

- Rami ghiandolari: Sono tre o quattro grossi vasi ematici che irrorano la ghiandola salivare sottomandibolare e i linfonodi associati ad essa, i muscoli vicini e la cute.

### Rami facciali
- Arteria labiale inferiore: Origina accanto all'angolo della bocca, viaggia verso l'alto e in avanti sotto al muscolo depressore dell'angolo della bocca, penetra poi nel muscolo orbicolare della bocca per decorrere con tragitto sinuoso accanto al margine del labbro inferiore, tra i muscoli e la mucosa. Questa arteria irrorare le ghiandole labiali inferiori, la mucosa e i muscoli, e si anastomizza con l'omologa controlaterale e con il ramo mentale dell'arteria alveolare inferiore.[6]

- Arteria labiale superiore: Si tratta di un vaso più ampio e tortuoso rispetto all'arteria labiale inferiore. Segue un decorso simile attraverso il margine labiale superiore, tra la mucosa e il muscolo orbicolare della bocca, si anastomizza con l'omologa controlaterale e irrora, come afferma il nome stesso, il labbro superiore. Inoltre fornisce due rami, un ramo alare e un ramo settale, quest'ultimo si distribuisce alla parte anteroinferiore del setto nasale.[6]

### Rami terminali
- Arteria nasale laterale: Tale ramo collaterale irrora il dorso e l'ala del naso. Si stacca dall'arteria facciale a lato del naso. Va ad anastomizzarsi con la sua omologa controlaterale, cioè con l'arteria dorsale del naso. L'arteria laterale del naso può essere inoltre sostituita da una branca derivante dall'arteria labiale superiore.[5]

- Arteria angolare:In alcuni casi l'arteria facciale si continua con un ramo sottile chiamato arteria angolare, che va ad anastomizzarsi con l'arteria dorsale del naso.